# Oenanthe javanica
Омег яванський, Китайський селера, японська петрушка, водяна селера, мінарі  (Oenanthe javanica) - рослина з родини окружкових, що походять з Східної Азії.

## Назва
Китайською селерою також називають Apium graveolens var. Secalinum. 

## Поширення та середовище існування
Поширений у помірній Азії та тропічній Азії, а також є рідним для Квінсленда, Австралія.  Рослина росте в дикому вигляді у вологих районах, уздовж струмків і по краях ставків.

## Опис
Oenanthe javanica - багаторічна трав'яниста рослина, яка виростає приблизно до 1 м заввишки, з волокнистими коренями, що росте з вузлів, і квітами з 5 білими пелюстками та 5 тичинками. Листя ароматні, голі та мають піхви, що огортають стебло. Листки перисті, діляться на листочки. 
Сорт «Фламінго» має барвисті рожеві краї листя. 

## Кулінарне використання
У той час як багато інших видів цього роду надзвичайно токсичні, Oenanthe javanica їстівна і культивується в Китаї, Індії, Японії, Кореї, Індонезії, Малайзії, Таїланді, Тайвані та В'єтнамі, а також в Італії, де весняні листки використовуються як овоч.

### Індія
Зазвичай його вживають у північно-східному Індійському штаті Маніпур, де він є одним з основних інгредієнтів страв еромба та сінджу.

### Японія
Називається сері (セリ) японською мовою. Це один із інгредієнтів символічної страви, яку їдять на японському весняному фестивалі Нанакуса-но-секку.

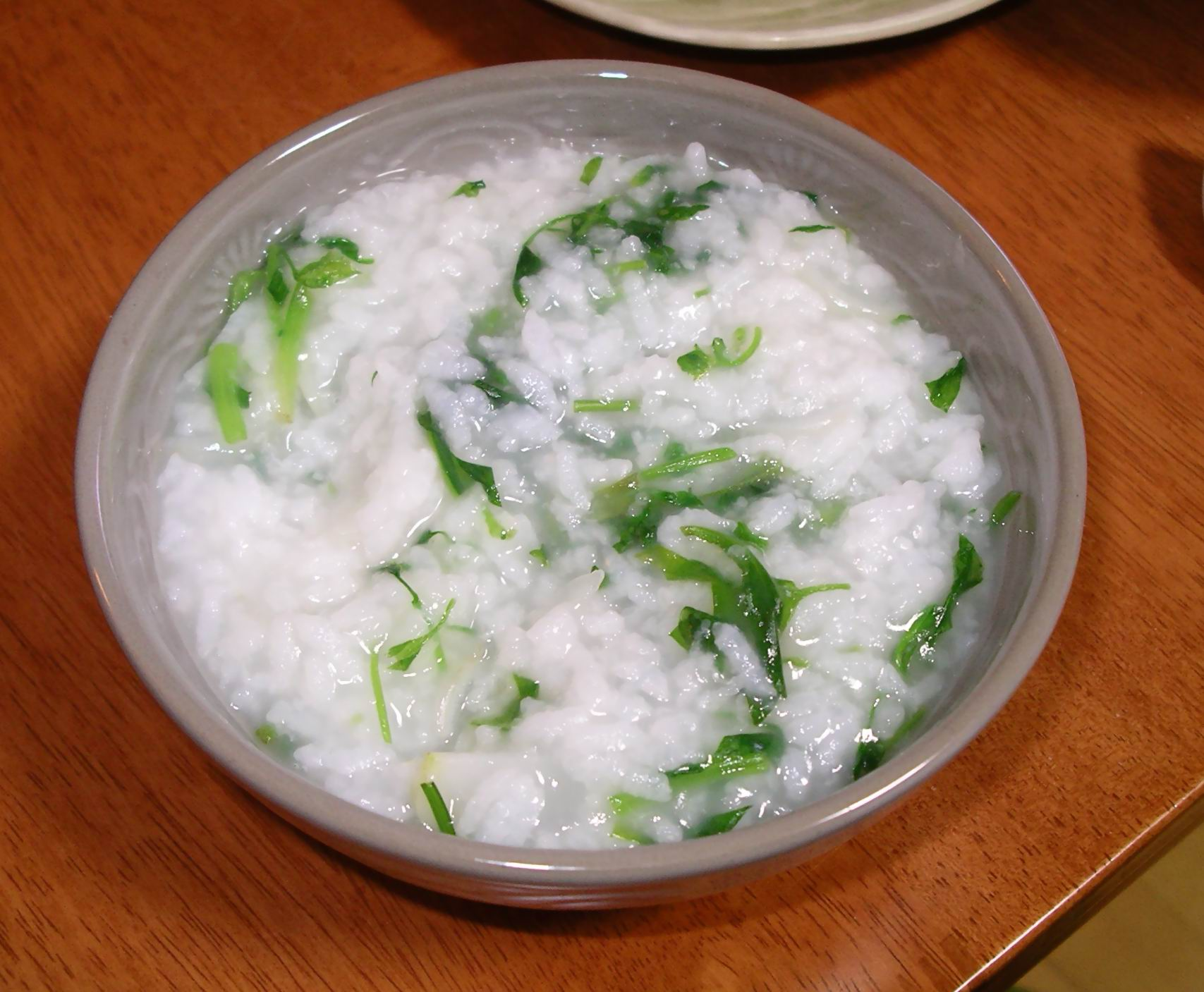
Нанакуса гаю (сім конгі з травами), яку їдять на Нанакуса-но-секку (фестиваль семи трав)
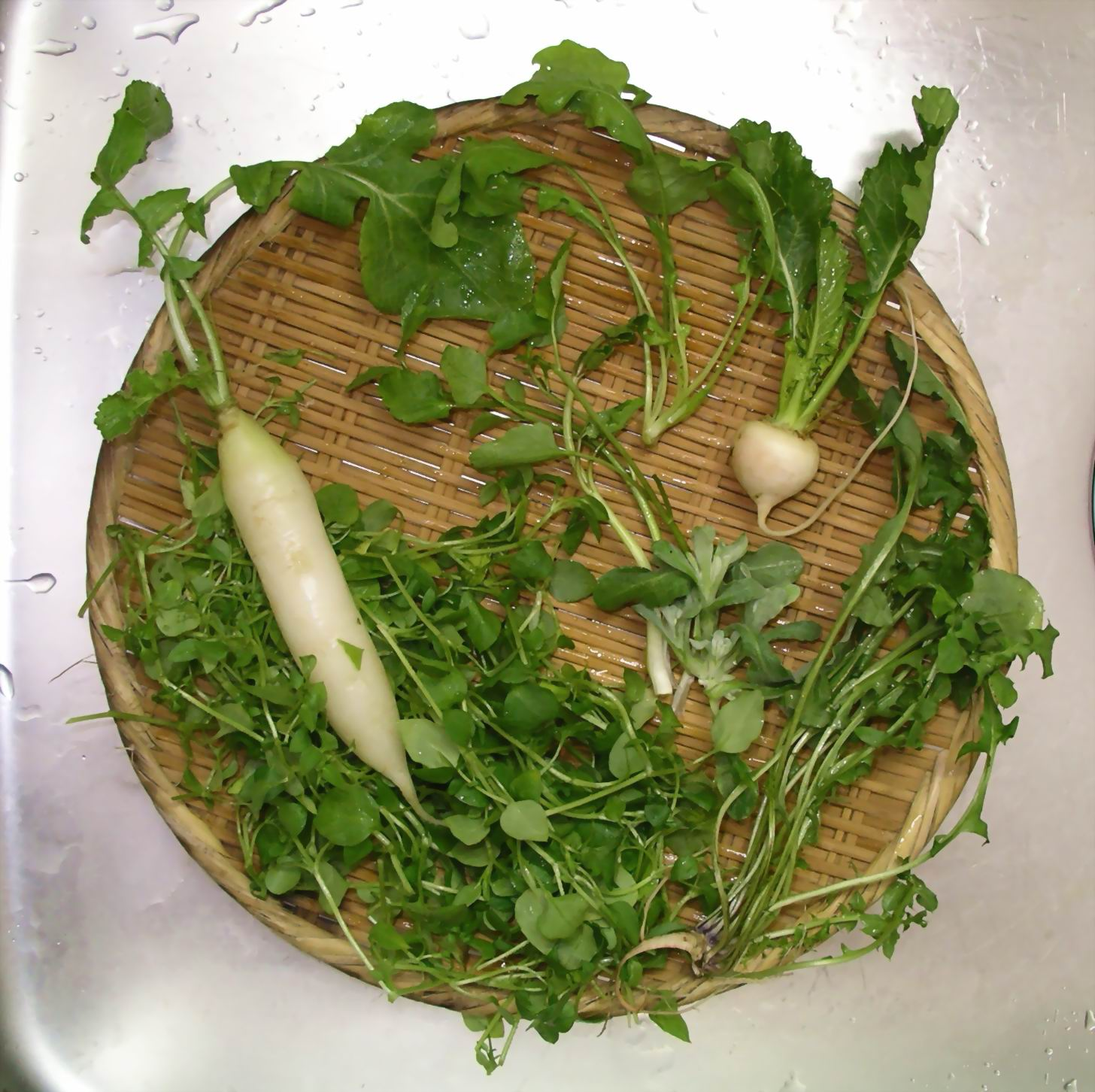
Сім рослин для свята Нанакуса-но-секку

### Корея
У Кореї рослина називається мінарі ( 미나리 ) і вживається як овоч намуль.

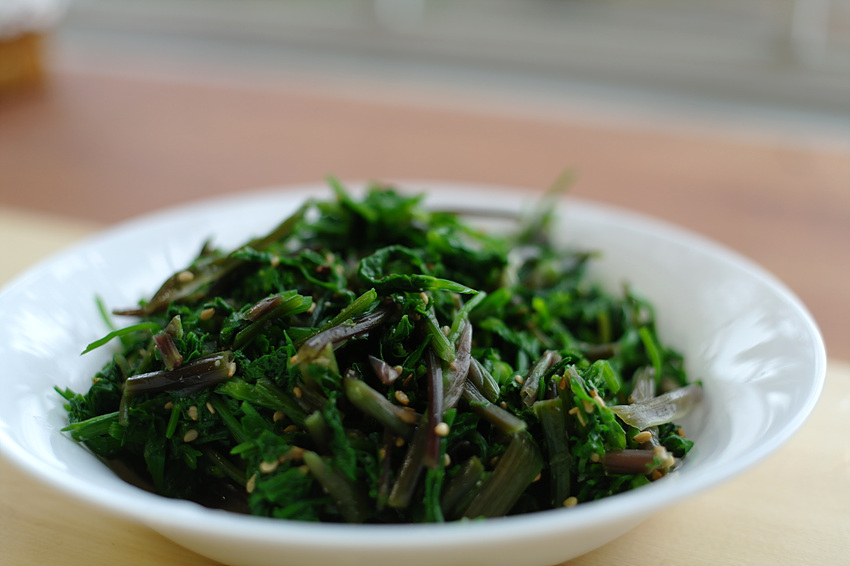
Мінарі-мутім (приправлений салат з мінарі)
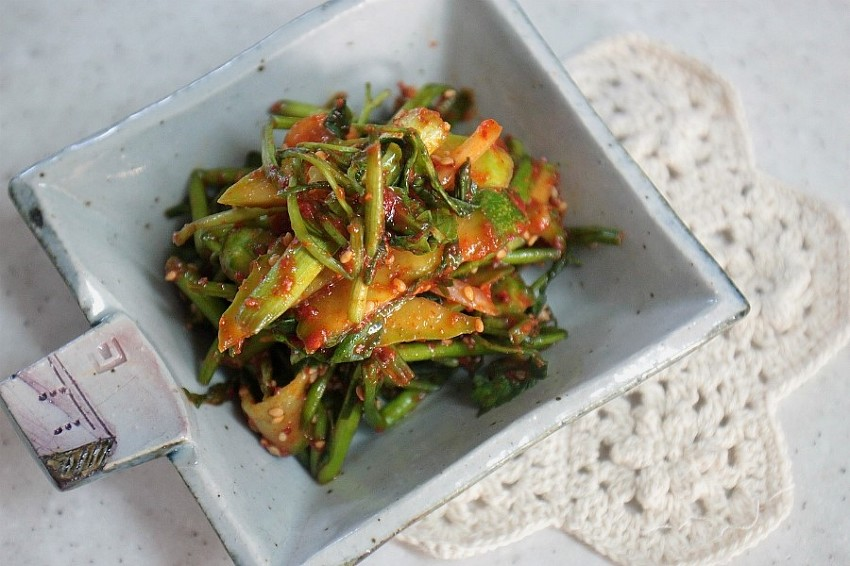
Мінарі-огірковий-мухім (заправлена мінарі, салат та огірки)
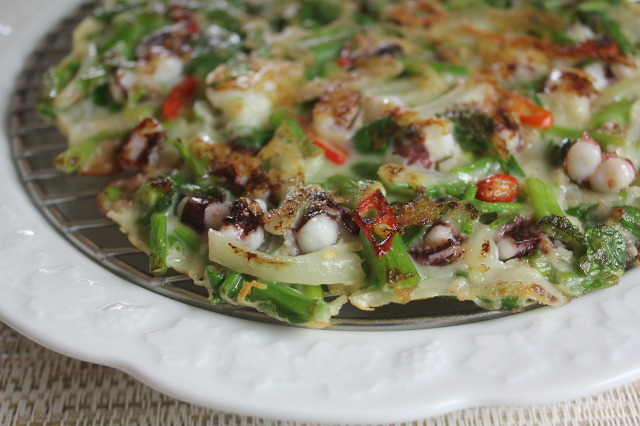
Млинець з мінарі
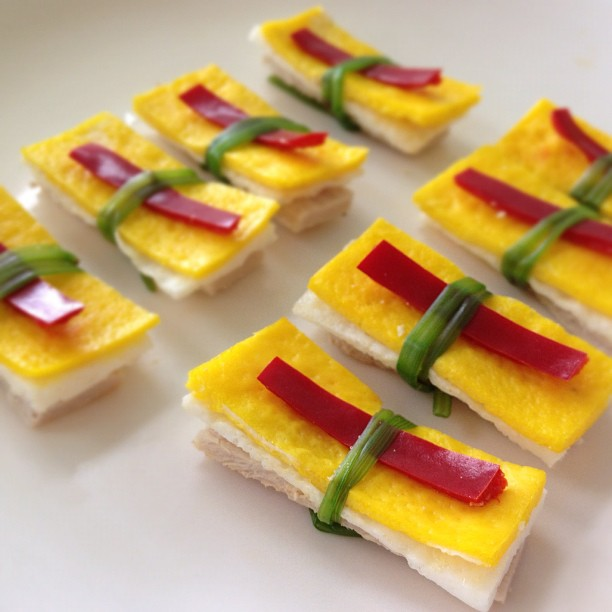
Мінарі-бандо (роли з мінарі)

## Складові
Рослина містить персикарин та ізорамнетин. 

## Галерея

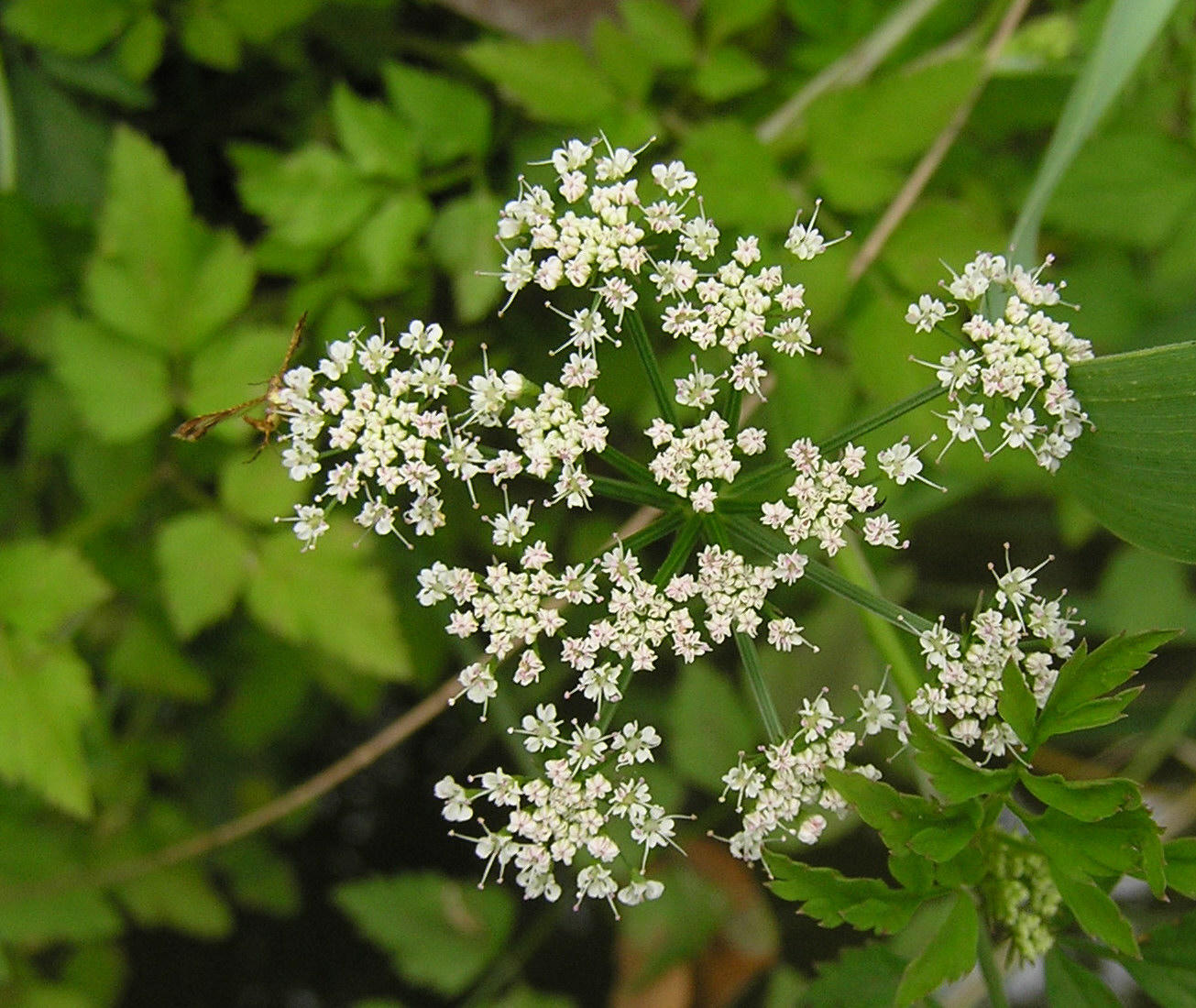
Квіти
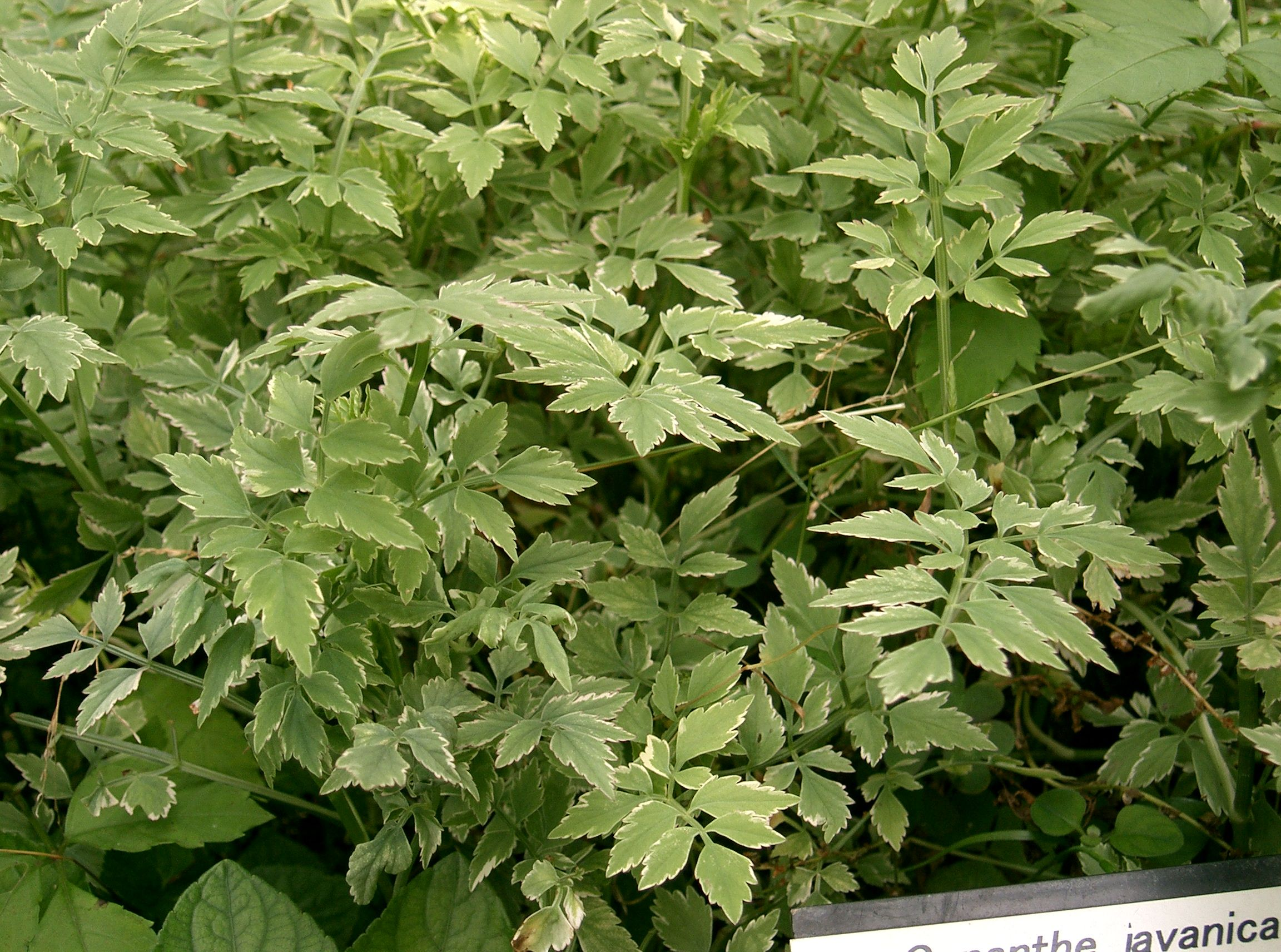
Листя
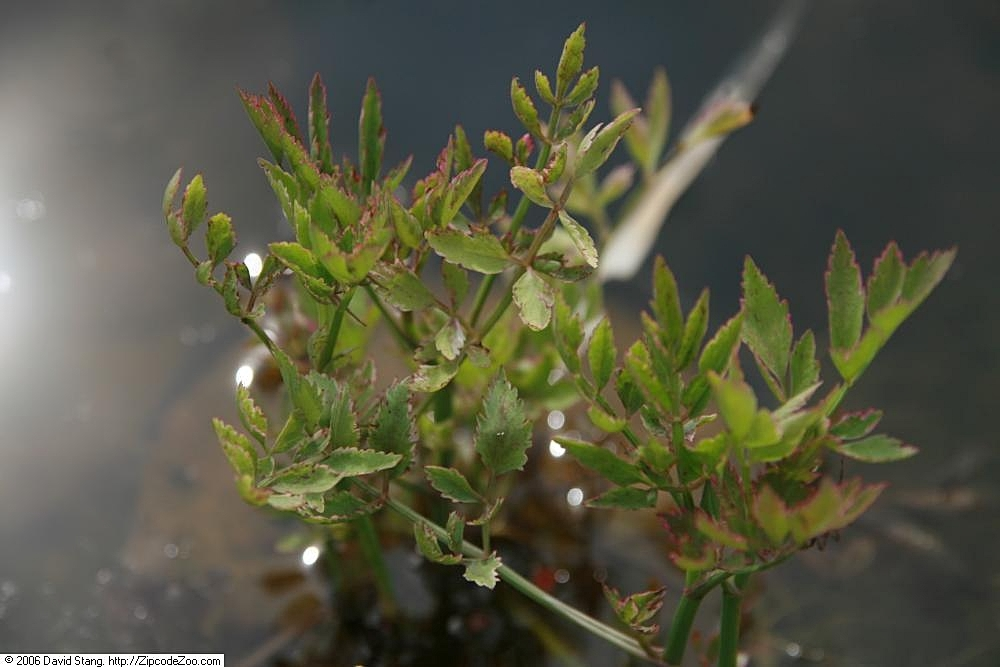